# Charles Rabou
Charles Félix Henri Rabou (geb. 6. September 1803 in Paris; gest. 1. Februar 1871 ebenda) war ein französischer Schriftsteller und Journalist.

## Leben
Charles Rabou wurde 1803 in Paris geboren. Er war ein Freund und Mitarbeiter von Balzac bei Contes bruns par une tête à l'envers und vollendete auf Balzacs letzten Wunsch dessen Romane Le Député d’Arcis (1854), Le Comte de Sallenauve  und La Famille Beauvisage. Unter dem Pseudonym Emile de Palmau schrieb er den Roman Hist. de tout le monde. Weitere Romane von Rabou sind Le pauvre de Montlhéry, L’Allée des veuves und Madame de Chaumergis.

## Werke
Im Folgenden eine Übersicht seiner Werke:

### Sammlungen
- 1832: Contes bruns (mit Honoré de Balzac und Philarète Chasles):
  - Sara la danseuse
  - Tobias Guarnerius (dt. Tobias Guarnerius. Hannover, jmb 2023, ISBN 978-3-95945-047-8)
  - Les Regrets
  - Le Ministère public

### Romane
- 1831: Le Mannequin (1831)
- 1839: Les Tribulations et métamorphoses posthumes de maître Fabricius, peintre liégeois (Reprint 1860)
- 1840: Louison d’Arquien
- 1842: Le Capitaine Lambert
- 1845: La Reine d’un jour
- 1846: Madame de Chaumergis[3]
- 1845: L’Allée des veuves
- 1849: Le Cabinet noir. Les Frères de la mort
- 1857: La Fille sanglante
- 1858: Le Marquis de Vulpiano
- 1860: Les Grands danseurs du Roi[4]

### Fortsetzung von Balzac
- 1854: Scènes de la vie politique. Le Député d’Arcis
- 1854: Le Comte de Sallenauve
- 1855: La Famille Beauvisage
- 1855: Les Petits bourgeois, scènes de la vie parisienne

### Historischer Essay
- 1860: La Grande Armée